# 内町 (高松市)
内町（うちまち）は、香川県高松市中心部の町丁。郵便番号は760-0034。全域が住居表示に関する法律に基づく住居表示実施地区である。

## 地理
高松市役所より0.7km、高松市中心部の都心に位置し、県道159号高松港線と高松中央商店街に挟まれた東西に長い町である。官庁街である丸の内に隣接し、高松三越を核にして県道159号沿いに商業店舗が立地し、東側はフェリー通り沿いに飲食店や商店が立地している。
2010年国勢調査による人口は147人（男61人/女86人）、世帯数は62世帯、面積は3万5861.24m2、人口密度は4099.1人/km2。公立小学校・中学校の校区は内町1番 - 3番、6番 - 7番（フェリー通り以西に相当）が新番丁小学校・紫雲中学校、内町4番 - 5番（フェリー通り以東に相当）が高松第一小学校・中学校（小中一貫）に属している。
町内における都市計画法に基づく用途地域は、全域が容積率500%の商業地域である。
町の周辺には、北に観光地及び緑地帯である史跡高松城跡玉藻公園、南に高松中央商店街といった商業施設、西に高松のメインストリートで四国地方最大の業務地区である中央通り、東にことでん琴平線片原町駅といった公共交通機関がある。

## 歴史

### 町名の由来
現在は県道159号高松港線以南の狭い範囲を指すが、町名の由来は江戸時代に高松城の総構え内部に位置する侍屋敷地及び町人地の広い範囲を総称して呼ばれ始めたもので、特に本町・鶴屋町・工町・魚屋町・内磨屋町の町人地5町は内町五町と呼ばれた。町名の初見は延宝5年（1677年）2月9日に城内内町の町年寄の黒金屋七兵衛ほか3名の願い出による「紙・苧・藺のうち藺を内町で専売にする旨を松平頼重が許すと申し渡した」とあるのが最初である。

### 江戸時代
寛永17年（1640年）には侍屋敷は重臣屋敷も含めて108軒があったが、2年後の松平氏入城後には次第にその数は減少していき、跡地は御用達や御連枝、家老など高身分の屋敷へと変化していった。更に、享保3年（1718年）1月にはこの一帯で大火が発生し、侍屋敷の大半に当たる54軒が焼失するなどでその多くが総構えの外部へ移転。跡地には大納戸や会所が立地した。
また江戸時代、当町の南に位置し高松城総構え内部と外部を結んでいた常磐橋は讃岐国全土を結ぶ五街道全ての起点となった重要な橋であり、交通の要衝であった。

### 近代
明治時代始めには町人地を除いた侍屋敷地のみを内町とするようになり、廃藩置県によって内町内の侍屋敷の多くは官庁街へと一変した。
特に1871年に高松県が成立して以降、1945年に戦災で焼失するまでの74年間香川県庁舎は当地に置かれ、官庁街として高松取締組、戸長事務所、松山始審裁判所高松支庁（現高松地方裁判所）、香川郡役所、高松郵便局（現高松中央郵便局）などの行政施設が集積していった。
その後1890年（明治23年）2月15日にはそれまで城下町各町の集合体であった高松の区域を以って市制を施行して高松市が成立。内町はその一部となった。
1931年（昭和6年）には高松三越が開店し、以後66年間は高松市内唯一の百貨店であり、ステータスの象徴として多くの買い物客で賑わうことになる。

### 現代
1945年（昭和20年）7月4日の高松空襲では香川県庁舎が焼失したため、仮庁舎を経て現庁舎の北側に隣接する高松赤十字病院跡へ移転する。その後、旧県庁跡は中心に現丸亀町商店街から現瀬戸大橋通りへ抜ける道が貫通したため敷地が東西に分割され、西側に四国電力本社、東側に西日本放送本社が立地した。
1958年（昭和33年）には北部の大部分がそれぞれ本町、玉藻町、丸の内、西の丸町、寿町一～二丁目に編入され、さらに6年後の1964年（昭和39年）には一部が本町に編入された。これにより町域は大幅に狭まり、現町域となる。
同地区の「北部コミュニティー広場」で、昭和63年度手づくり郷土賞（小さなふれあい広場）受賞。

## 主要施設
掲載順は住居表示による街区符号・住居番号順
- NTT西日本高松北ビル
- 高松中央郵便局
- 高松三越